# Governatori dell'Eritrea
I Governatori dell'Eritrea dal 1890 (data di costituzione della Colonia eritrea, ex r.d.l. 1º gennaio 1890, n. 6592) al 1941 (occupazione anglo-americana) furono i seguenti.
Nel 1936 l'Eritrea confluì, insieme ai territori dell'Impero d'Etiopia e della Somalia, nell'Africa Orientale Italiana (ex r.d.l. 1º giugno 1936, n. 1019).

## Lista
| Governatore | Governatore             | Inizio            | Fine              |
| ----------- | ----------------------- | ----------------- | ----------------- |
|             | Baldassarre Orero       | 1º gennaio 1890   | 30 giugno 1890    |
|             | Antonio Gandolfi        | 30 giugno 1890    | 28 febbraio 1892  |
|             | Oreste Baratieri        | 28 febbraio 1892  | 22 febbraio 1896  |
|             | Antonio Baldissera      | 22 febbraio 1896  | 16 dicembre 1897  |
|             | Ferdinando Martini      | 16 dicembre 1897  | 25 marzo 1907     |
|             | Giuseppe Salvago Raggi  | 25 marzo 1907     | 17 agosto 1915    |
|             | Giovanni Cerrina Feroni | 17 agosto 1915    | 16 settembre 1916 |
|             | Giacomo De Martino      | 16 settembre 1916 | 20 luglio 1919    |
|             | Camillo De Camillis     | 20 luglio 1919    | 20 novembre 1920  |
|             | Ludovico Pollera        | 20 novembre 1920  | 14 aprile 1921    |
|             | Giovanni Cerrina Feroni | 14 aprile 1921    | 1º giugno 1923    |
|             | Jacopo Gasparini        | 1º giugno 1923    | 1º giugno 1928    |
|             | Corrado Zoli            | 1º giugno 1928    | 11 luglio 1930    |
|             | Riccardo Di Lucchesi    | 11 luglio 1930    | 15 gennaio 1935   |
|             | Ottone Gabelli          | 15 gennaio 1935   | 18 gennaio 1935   |
|             | Emilio De Bono          | 18 gennaio 1935   | 22 novembre 1935  |
|             | Pietro Badoglio         | 22 novembre 1935  | 22 maggio 1936    |
|             | Alfredo Guzzoni         | 22 maggio 1936    | 1º aprile 1937    |
|             | Vincenzo De Feo         | 1º aprile 1937    | 15 dicembre 1937  |
|             | Giuseppe Daodice        | 15 dicembre 1937  | 2 giugno 1940     |
|             | Luigi Frusci            | 2 giugno 1940     | 19 maggio 1941    |

### Comandanti di Massaua (1885–1890)
| Comandante | Comandante                        | Inizio           | Fine             |
| ---------- | --------------------------------- | ---------------- | ---------------- |
|            | Alessandro Caimi                  | 1885             | 5 febbraio 1885  |
|            | Tancredi Saletta                  | 5 febbraio 1885  | 14 novembre 1885 |
|            | Carlo Genè                        | 15 dicembre 1885 | 18 marzo 1887    |
|            | Tancredi Saletta                  | 18 marzo 1887    | 10 novembre 1887 |
|            | Alessandro Asinari di San Marzano | 10 novembre 1887 | 1888             |
|            | Antonio Baldissera                | 1888             | 20 dicembre 1889 |
|            | Baldassarre Orero                 | 20 dicembre 1889 | 31 dicembre 1890 |

### Comandanti di Assab (1879–1890)
| Comandante | Comandante        | Inizio        | Fine          |
| ---------- | ----------------- | ------------- | ------------- |
|            | Carlo De Amezaga  | dicembre 1879 | 5 luglio 1880 |
|            | Galeazzo Frigerio | 5 luglio 1880 | 1884          |
|            | Giulio Pestalozza | 1884          | 1890          |

- Sono stati Commissari italiani di Assab: Giuseppe Sapeto (dal febbraio 1870 al 9 gennaio 1881, in qualità di agente commerciale della Compagnia Rubattino) e Giovanni Branchi (dal 9 gennaio 1881 al 1884).